# Rue du Sergent-Blandan (Nancy)
Pour les articles homonymes, voir Rue du Sergent-Blandan.
La rue du Sergent-Blandan est une voie sise dans le sud-ouest de la commune de Nancy, au sein du département de Meurthe-et-Moselle, en région Lorraine.
Créée en 1885, la voie est fortement marquée au cours du XXe siècle par sa vocation militaire, matérialisée par la présence de plusieurs casernes et d'un hôpital des armées. La rue du Sergent-Blandan accueille au début du XXIe siècle un campus universitaire, un pôle thermal, le siège de l'assemblée générale de Meurthe-et-Moselle, ainsi que le musée de l'École de Nancy.

## Situation et accès
Au sein du territoire de la ville de Nancy, la rue du Sergent-Blandan se place à sa périphérie sud-ouest, au sein du quartier Haussonville - Blandan - Donop et non loin de la commune de Villers-les-Nancy, la portion méridionale de la rue étant également à grande proximité de Vandœuvre. La rue est parallèle au boulevard d'Haussonville et à la rue Jeanne-d'Arc.
Longue voie nord-sud, la rue du Sergent-Blandan relie la place Paul-Painlevé, au nord, à la place de Padoue et l'avenue du Général-Leclerc au sud. La rue passe à proximité du parc Sainte-Marie et croise de nombreuses voies, notamment la rue Pasteur, la rue Félix-Faure, la rue du Placieux, l'avenue du Maréchal-Juin, la rue Vauban et la rue Pierre-de-Sivry. Au niveau du siège du conseil général et du no 48, la rue est entrecoupée par l'esplanade Jacques Baudot, voie inaugurée au début du XXIe siècle, création sans conséquence pour les numéros ultérieurs de la rue.
La chaussée routière est à double sens depuis la place Paul Painlevé au nord, jusqu'au carrefour, comprenant feux tricolores, avec la rue du Placieux et l'avenue du Maréchal Juin, ensuite la voie est à sens unique nord-sud jusqu’au débouché place de Padoue, un autre feu tricolore marquant l'intersection avec la rue Vauban et la rue Pierre de Sivry.
Le bas de la rue du Sergent-Blandan, au niveau de la place de Padoue, est desservi par la ligne 1 du tramway du réseau STAN, via la station « Blandan/Campus Artem ». La ligne de bus 7 parcourt la totalité de la rue et relie cette dernière à la gare de Nancy. Les lignes 6 et 8 desservent également le haut de la voie, à l'arrêt « Painlevé », près de la place éponyme.

## Origine du nom
La rue se nommait à l'origine grand Chemin vicinal de Saint-Charles
du nom d'une ancienne propriété ducale sise au sud de la rue actuelle et située sur la route de Neufchâteau. La voie est baptisée par décision du conseil municipal de Nancy du 6 mai 1886 du nom de Jean Pierre Hippolyte Blandan, d'origine lyonnaise, mort au champ d'honneur en 1842 lors de la conquête de l'Algérie par la France. Blandan était sous-officier au 26e de ligne, qui deviendra un célèbre régiment nancéien quand il s'installera plus tard dans cette ville, à la caserne Thiry, le 1er octobre 1887. De plus, on peut remarquer que Blandan apparaît comme le héros d'une France humiliée après sa défaite lors de la guerre de 1870. On notera que le maire et président du conseil municipal Mr Volland était à l'origine de cette initiative qui a créé un débat. D'un côté, Victor Parisot (membre du conseil municipal et par ailleurs doyen de la faculté de médecine) s'opposait à cette décision, la considérant comme un  contre-sens historique, puisque Blandan ne fait pas partie de l'histoire locale. D'autre part, Mr Guirin, en faveur de cette nomination, souhaitait honorer les actes de bravoure du 26e RI,. Après son installation, en 1887, dans la cité des Ducs de Lorraine, le régiment sera appelé, bien plus tard, le « régiment de Nancy ».

## Historique

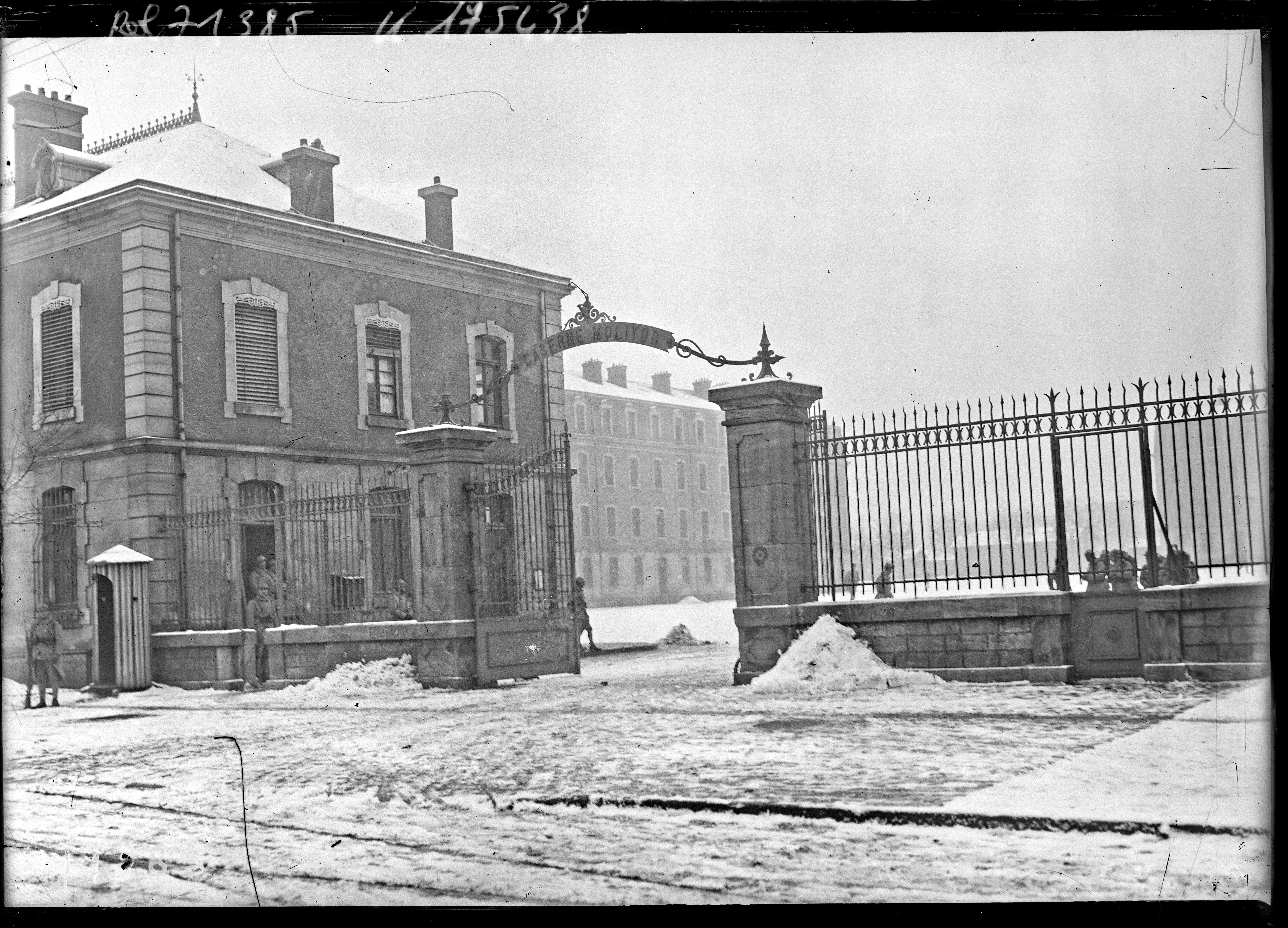
La caserne Molitor à Nancy en 1922.

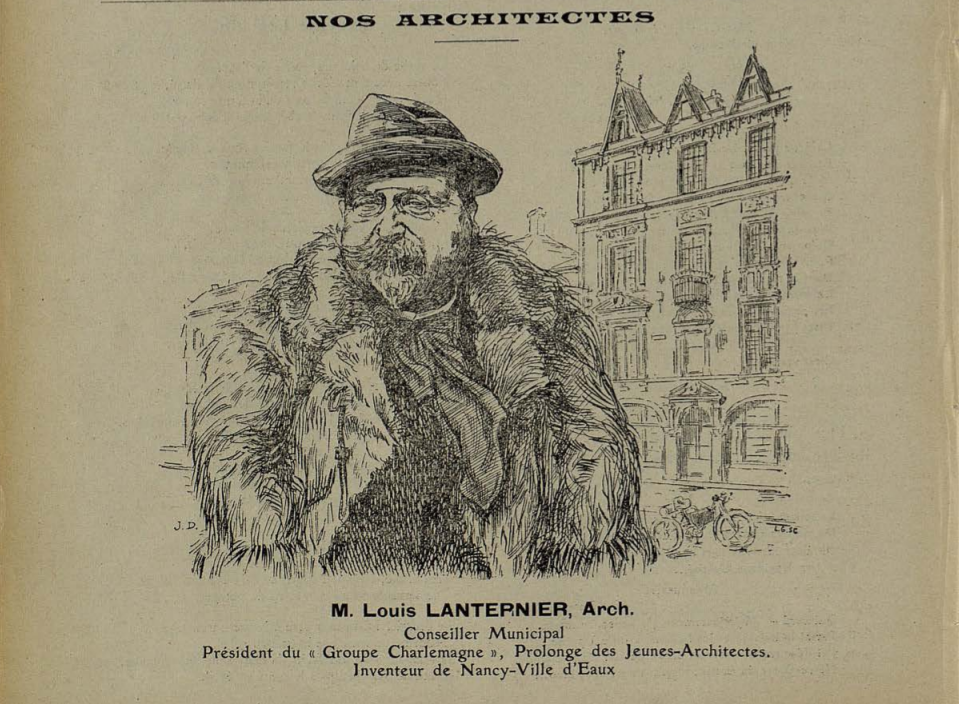
Louis Lanternier, inventeur de Nancy-Ville d'Eaux.

Le site n'a pas été urbanisé avant la fin du XIXe siècle, un bâtiment utilisé pour l'usage des chevaux de cavalerie étant néanmoins signalé[réf. nécessaire]. Fruit de l’expansion urbaine de Nancy survenue à la suite de la guerre de 1870 et de l'annexion de l'Alsace-Lorraine, la rue du Sergent-Blandan fut créée en 1885, on élargit le vieux chemin et pour établir les trottoirs on abattit 90 ormes plantés en bordure. La voie, sise dans une ville nouvellement située à proximité de la frontière franco-allemande, accueille au début du XXe siècle trois casernes : Blandan, Landremont et Molitor ; et un hôpital des armées, inauguré en 1913 sous le nom d’hôpital Sédillot.
Au XXe siècle, une impasse donnant sur la rue est nommée Blandan, probablement par nom d'usage.
En 1908 survient la découverte d'une source thermale par Louis Lanternier, qui réalisa alors des forages. L'inauguration de la source, qui porte le nom de son inventeur, se déroula l'année suivante, lors de l'Exposition internationale de l'Est de la France qui se déroulait concomitamment dans le quartier. En 1913 est inaugurée la piscine olympique, qui s'avère être lors de sa création la plus grande piscine en eau thermale du monde.
La caserne Blandan accueille le 69e régiment d'infanterie de 1874 à 1914, la caserne Landremont accueille le 37e régiment d'infanterie de ligne de 1885 à 1914, la caserne Molitor accueille le 79e régiment d'infanterie de 1887 à 1914.
De plus, durant la Première Guerre mondiale, la caserne Molitor servit de lieu d'accueil à des milliers de réfugiés de la région. La caserne recevra à deux reprises, en 1916, la visite du président Poincaré[réf. nécessaire], ainsi que celle de son épouse en 1917. Les casernes ont successivement réduit leur activité au début des années 1990. Le terrain de l'ancienne caserne Molitor, détruite au début des années 2000, abrite désormais le campus universitaire Artem.
Durant la première moitié du XXe siècle, la rue du Sergent de Blandan est desservie par la ligne no 5 du tramway.
Au cours des années 1920, Édith Piaf, alors âgée d'une dizaine d'années, se produisit régulièrement au Café du Placieux, au no 72 de la rue.
La caserne Landremont est rebaptisée Verneau après la Libération, du nom du général Jean-Édouard Verneau, chef de l’Organisation de résistance de l'armée (ORA), de juin à octobre 1943, arrêté et déporté  par les Allemands à Buchenwald, où il meurt en septembre 1944.
En 2007, il est question de débaptiser une partie de la rue, jugée trop longue. Cependant, de nombreux riverains et agents de l'administration protestent au vu de changements administratifs trop importants.

## Bâtiments remarquables et lieux de mémoire
- no 30 : Maison Le Jeune, édifice objet d’une inscription au titre des monuments historiques par arrêté du 4 février 1988[15].
- no 36-38 : musée de l'École de Nancy, initialement maison de campagne d'Eugène Corbin[16]. Le jardin du musée, y compris l'aquarium, fait l'objet d’une inscription au titre des monuments historiques par arrêté du 21 avril 1998[17].
- no 39 : cité scolaire Frédéric-Chopin.
- no 41 : piscines Nancy-Thermal, complexe aquatique de trois piscines alimentées par eaux thermales.
- no 48 : siège du conseil général de Meurthe-et-Moselle, ancien hôpital militaire Sédillot, aujourd’hui au 48, esplanade Jacques Baudot, ancien président de l'assemblée départementale de 1988 à 1998.
- no 58 : pharmacie-herboristerie des Thermes.
- no 76 : caserne Blandan, dont les locaux sont occupés par le Centre d'expertise des ressources humaines et de la solde (CERHS)[18].
- no 80 : caserne Verneau.
- no 92 : campus Artem, à l’emplacement de l'ancienne caserne Molitor[19].
- no 107 : hôtel des ventes Blandan[20].

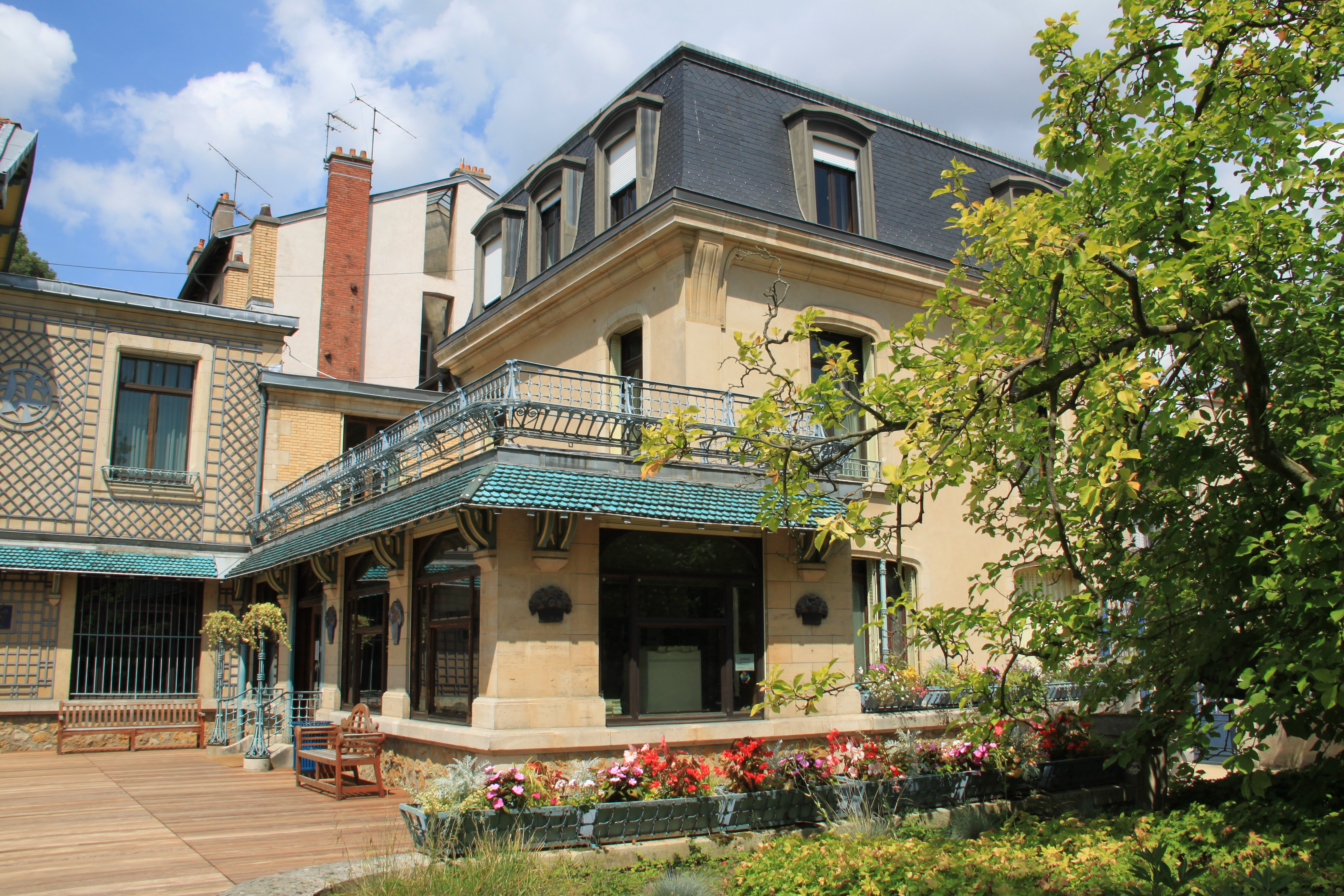
Musée de l'École de Nancy, au 36-38 de la rue.
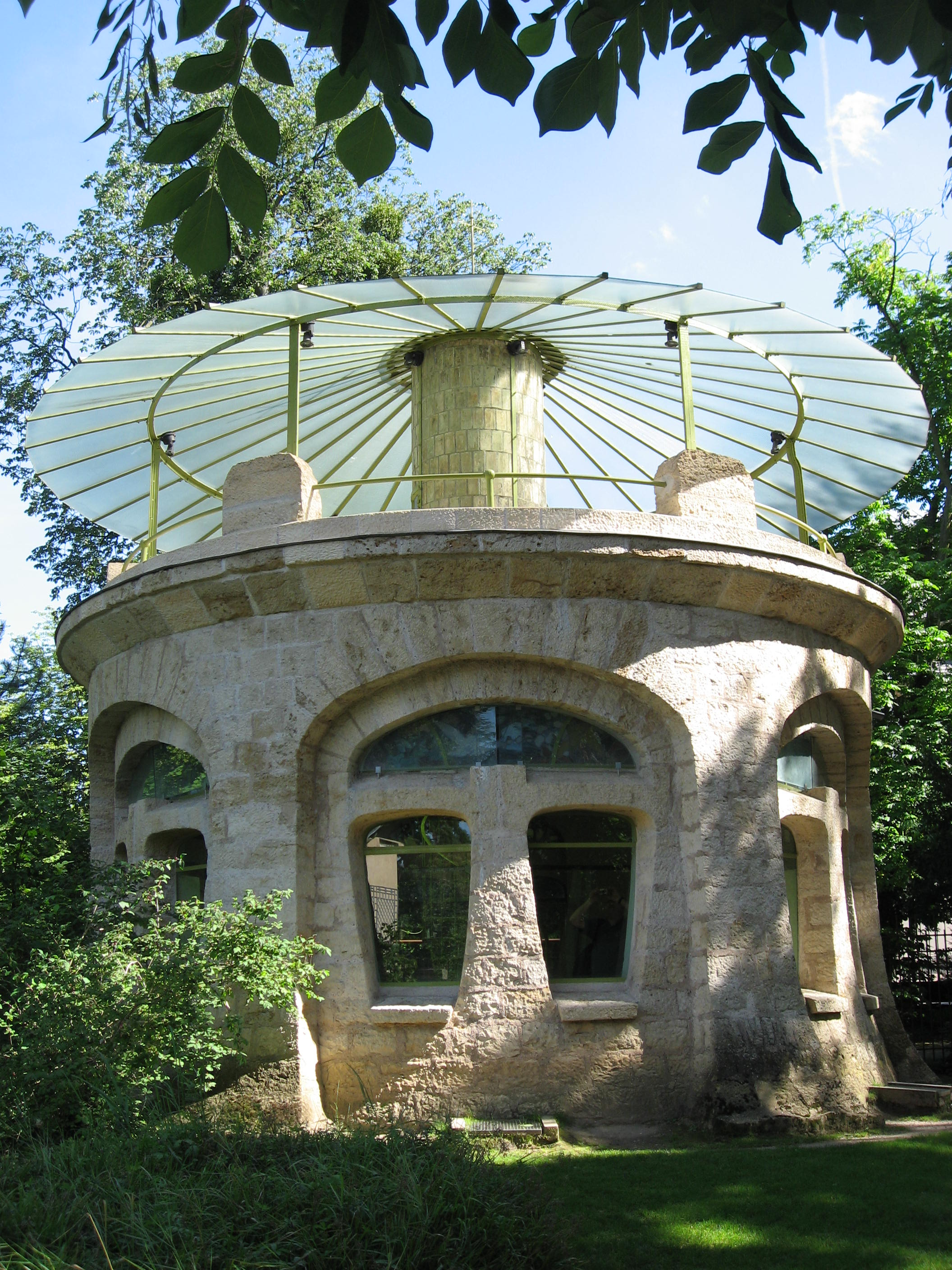
Aquarium du musée de l'École de Nancy.
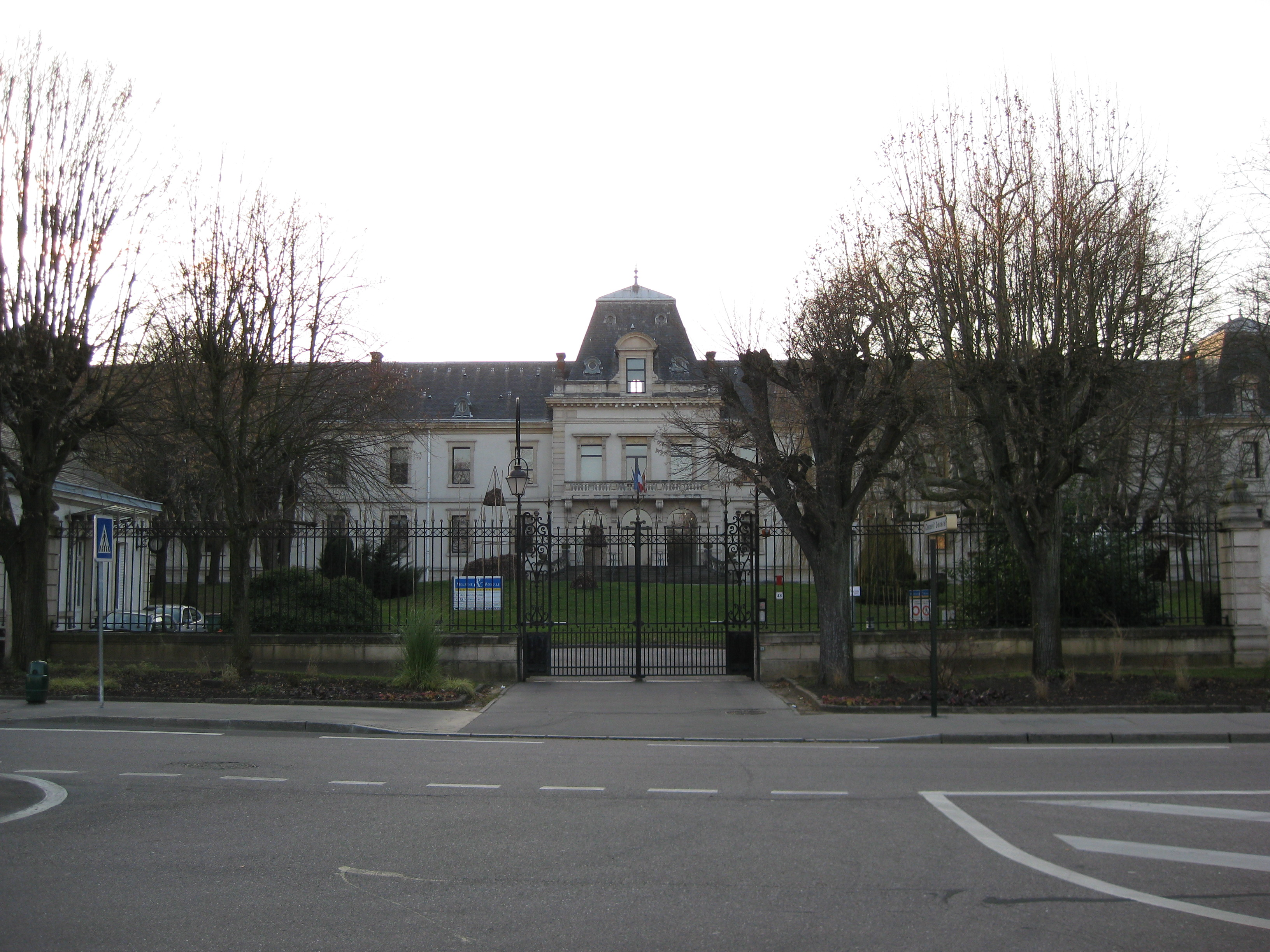
Siège du Conseil général de Meurthe-et-Moselle, ancien hôpital militaire Sédillot.
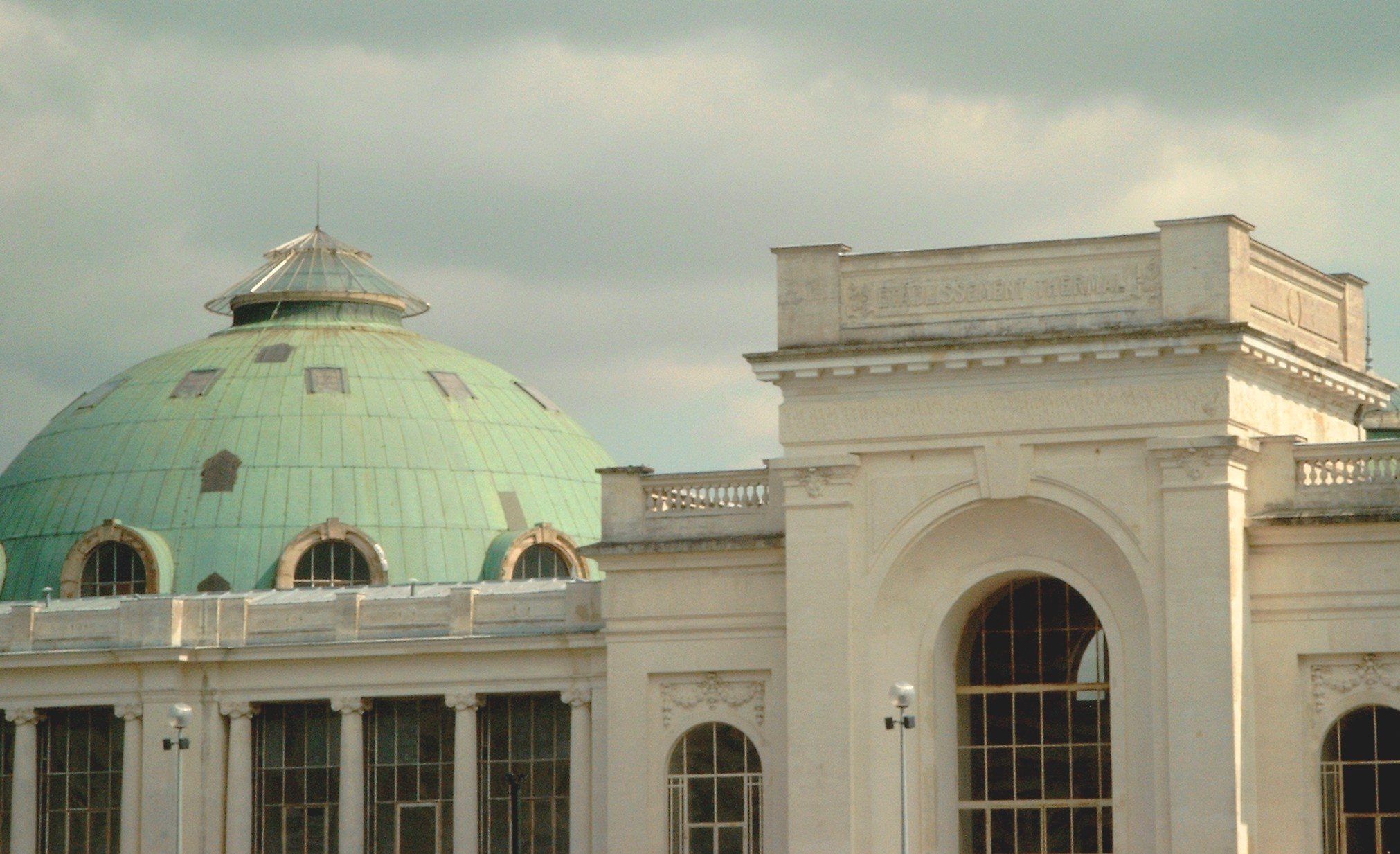
Nancy-Thermal : piscine ronde.
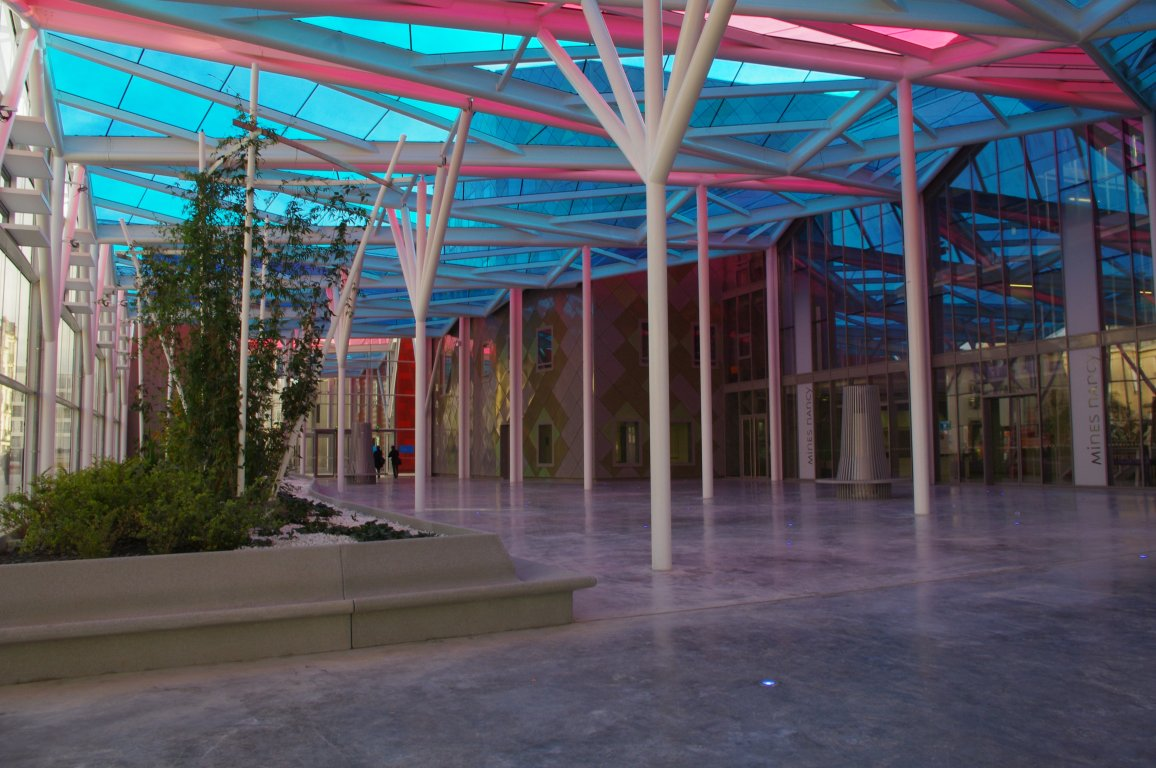
Campus Artem.

### Monument au sergent Blandan

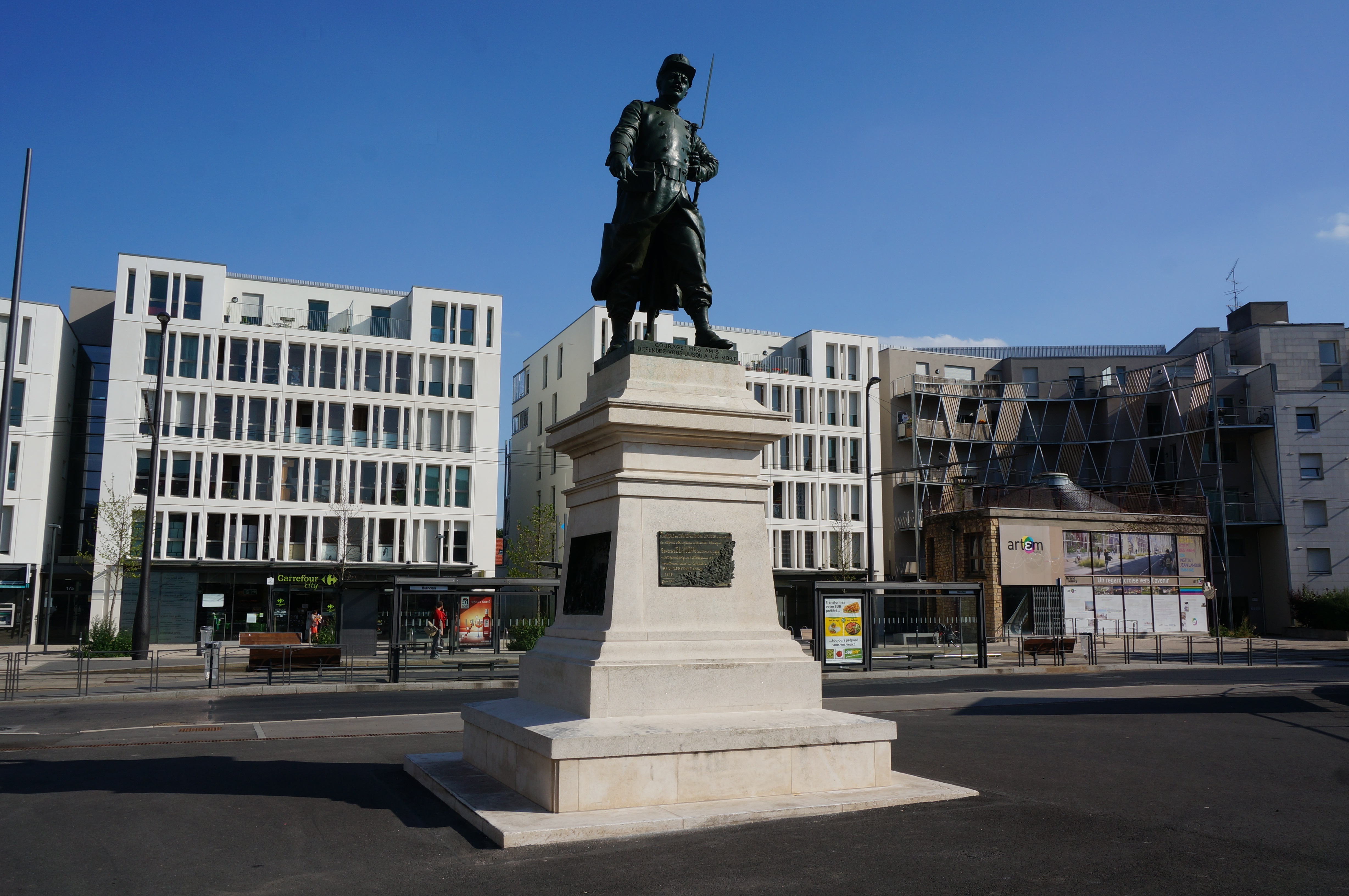
Charles Gauthier, Monument au sergent Blandan, 1887.

Le Monument au sergent Blandan est située à l'extrémité sud de la rue, au niveau de la place de Padoue. La statue, réalisée par le sculpteur Charles Gauthier en 1887, fut tout d'abord érigée dans la ville algérienne de Boufarik. En raison de la présence autrefois à Nancy (à la caserne Thiry) du 26e régiment d'infanterie dont était issu le sergent Blandan. Le monument fut démonté en 1963 et installé au sein de cette caserne, où une copie en réduction existait déjà. Le 7 avril 1990 le monument fut transféré rue Blandan.
Une peinture due à Louis-Théodore Devilly intitulée Mort du Sergent Blandan est conservée au musée des Beaux-Arts de Nancy.